# Gerardo Catena
Gerardo Catena (Roma, 27 febbraio 1967 – Lago di Massaciuccoli, 4 settembre 1991) è stato un carabiniere italiano, insignito della medaglia d'oro al valor civile alla memoria.
Deceduto nel 1991 nell'eroico tentativo di salvare il proprio ufficiale in procinto di annegare, alla sua memoria è intitolata la Caserma sede della Compagnia Carabinieri di Cittaducale.